# Нещадний (серіал, 2024)
«Нещадний» (тур. Gaddar) — турецький телесеріал 2024 року в жанрі бойовика, криміналу, драми та створений компанією Ay Yapım. У головних ролях — Чагатай Улусой, Сюмейє Айдоган, Онур Сайлак, Ердал Озягджилар, Альпер Чанкая. Перша серія вийшла в ефір 19 січня 2024 р. Серіал має 1 сезон. Завершився 20-м епізодом, який вийшов у ефір 7 червня 2024 року.

## Сюжет
Даган повертається додому після служби в армії, але повернути своє колишнє життя він не може. Улюблена дівчина Айдан його покинула, не сказавши жодного слова. Брат Рюзгар став на криву доріжку і потрапив у неприємності. Військове минуле, бійцівські навички, особиста хоробрість і розпач перетворюють його на одного з найнебезпечніших людей Стамбула. Раніше він і сам не підозрював, на що здатний.

## Актори та персонажі
| Актор            | Роль            |
| ---------------- | --------------- |
| Чагатай Улусой   | Даган           |
| Сюмейє Айдоган   | Айдан           |
| Онур Сайлак      | Керем           |
| Ердал Озягджилар | Екбер           |
| Альпер Чанкая    | Енвер           |
| Бусе Мерал       | Лейла Йилдіз    |
| Лачин Джейлан    | Фатма Ялчин     |
| Несліхан Єлдан   | Оя Гюнеш        |
| Умутжан Утебай   | Месут           |
| Деніз Озерман    | Фікріє          |
| Угур Їлдиран     | Курт            |
| Ітир Есєн        | Ягмур           |
| Айтек Саян       | комісар Гуркан  |
| Фатіх Берк Шахін | Рюзгар Ялчин    |
| Анил Ільтер      | Календер Заккум |
| Ібрагім Челіккол | Коркут Заккум   |
| Афра Карагоз     | Нілюфер         |

## Сезони
| Сезон | Епізоди | Епізоди | Оригінальний показ | Оригінальний показ | Оригінальний показ |
| Сезон | Епізоди | Епізоди | Перший показ       | Останній показ     | Мережа             |
| ----- | ------- | ------- | ------------------ | ------------------ | ------------------ |
| 1     | 20      | 20      | 19 січня 2024      | 7 червня 2024      | kanal NOW          |

## Рейтинги серій

### Сезон 1 (2024)
| Серія       | Рейтинг (TOTAL) | Рейтинг (AB) | Рейтинг (ABC1) |
| ----------- | --------------- | ------------ | -------------- |
| 1.          | 4,06            | 3,66         | 4,50           |
| 2.          | 4,42            | 4,05         | 4,65           |
| 3.          | 4,24            | 3,19         | 3,96           |
| 4.          | 4,83            | 3,59         | 4,75           |
| 5.          | 4,62            | 3,50         | 4,67           |
| 6.          | 4,52            | 3,42         | 4,74           |
| 7.          | 4,79            | 3,38         | 5,01           |
| 8.          | 4,05            | 2,98         | 4,08           |
| 9.          | 4,41            | 3,69         | 4,45           |
| 10.         | 4,01            | 3,11         | 4,06           |
| 11.         | 3,87            | 2,67         | 3,39           |
| 12.         | 4,25            | 2,82         | 4,08           |
| 13.         | 3,86            | 2,76         | 3,81           |
| 14.         | 3,47            | 2,43         | 3,73           |
| 15.         | 3,54            | 2,35         | 3,82           |
| 16.         | 3,82            | 2,98         | 4,08           |
| 17.         | 3,59            | 2,38         | 3,83           |
| 18.         | 3,35            | 2,42         | 3,68           |
| 19.         | 3,36            | 2,78         | 3,78           |
| 20. (фінал) | 2,83            | 2,01         | 3,08           |